# ハエ男の恐怖
『ハエ男の恐怖』（ハエおとこのきょうふ、原題: The Fly）は、1958年のアメリカ映画。ジョルジュ・ランジュランの小説『蝿』を映画化したSF映画作品。配給は20世紀フォックスが担当した。

## 概要
ソフト化された現在では『蠅男の恐怖』と漢字表記を使用しているが、テレビ初放映（日本では劇場未公開）ではカタカナ表記の「ハエ男の恐怖」であった。続編は『恐怖のハエ人間』というタイトルでテレビ放映された

## ストーリー
ある日、物理化学者のアンドレが上半身を潰された状態の死体で発見される。容疑者は現場から逃げてゆく姿を目撃されたアンドレの妻のヘレンであり、彼女は義兄のフランソワとその友人のチャラス警部にアンドレについての話を語り出す。
物体を瞬時に別の場所に移動させる物質電送機の研究開発に没頭していたアンドレは、試行錯誤の末にカップや冷やしたシャンパンなどを用いて電送実験を成功させると、ついには自身を使って電送の人体実験を行った。しかし、物質電送機内にハエが紛れ込んでいたため、電送の最中に両者が交じり合い、アンドレは頭と片腕がハエという異形、ハエは頭と足の1本（片腕）が人間という異形にそれぞれ成り果て、後者は実験室から飛び去ってしまった。アンドレとヘレンは、頭がアンドレのハエを捕まえて物質電送機に再度かけることで元に戻そうと考えたが、そのハエはなかなか見つからないうえ、アンドレの自我はハエのそれに変わっていく。結局、アンドレは研究をすべて破棄すると、自身の痕跡も残らないよう、ヘレンに懇願して上半身をプレス機械で潰させたという。
ヘレンの話をフランソワとチャラスは信じられなかったが、庭で衝撃的な証拠を目撃する。そこでは、頭がアンドレのハエがクモの巣にかかり、甲高い声と人間の言葉で助けを請うていた。そのハエがクモに捕食される寸前、チャラスは石を落としてハエを殺す。フランソワは、「頭がハエの人間を殺すことも、頭が人間のハエを殺すことも同じことで、あなたも人殺しだ」とチャラスに告げ、事件は自殺として処理された。

## スタッフ
- 製作・監督：カート・ニューマン
- 脚本：ジェームズ・クラヴェル
- 原作：ジョルジュ・ランジュラン（『蝿』）
- 撮影：カール・ストラス
- 音楽：ポール・ソーテル
- 特撮：L・B・アボット
- メイクアップ：ベン・ナイ

## キャスト
| 役名                   | 俳優                     | 日本語吹替  | 日本語吹替   |
| 役名                   | 俳優                     | NETテレビ版 | 日本テレビ版 |
| ---------------------- | ------------------------ | ----------- | ------------ |
| フランソワ・ドランブル | ヴィンセント・プライス   | 川久保潔    | 津嘉山正種   |
| ヘレン・ドランブル     | パトリシア・オーウェンズ | 山崎左度子  | 結城しのぶ   |
| アンドレ・ドランブル   | アル・ヘディソン         | 中田浩二    | 渡辺徹       |
| チャラス警部           | ハーバート・マーシャル   | 早野寿郎    | 西田昭市     |
| エマ                   | キャスリーン・フリーマン | 京田尚子    | 中村紀子子   |
| フィリップ・ドランブル | チャールズ・ハーバート   |             | 浪川大輔     |
| アンダーソン看護師     | ベティ・ルー・ガーソン   |             | 荘司美代子   |
| エジュート医師         | ユージン・ボーデン       |             | 江原正士     |
| 看護人                 | ハリー・カーター         |             | 小島敏彦     |
| 夜警ガストン           | トーベン・マイヤー       | 槐柳二      | 宮沢元       |
| 検死官                 | フランツ・ローン         |             | 小島敏彦     |
| 精神科医               | チャールズ・タネン       |             | 江原正士     |

- NETテレビ版：初回放送1971年5月7日 19:30-20:56『洋画特別席』
- 日本テレビ版：初回放送1987年3月6日 21:00-22:51『金曜ロードショー[注釈 2]』
- 日本語吹替音声は共にソフト未収録、ソフト版字幕翻訳：岡枝慎二。

## 関連作品

### 続編
- 『蝿男の逆襲/Return of the Fly』（1959年のアメリカ映画、当時[いつ?]の邦題は『恐怖のハエ人間』）
- 『蝿男の呪い/Curse of the Fly』（1965年のアメリカ映画、シリーズ完結作）

### リメイク
- 映画『ザ・フライ』（1986年のアメリカ映画、本作のリメイク）
- 映画『ザ・フライ2 二世誕生』（1989年のアメリカ映画、上記作品の続編）

### パロディ&類似作品
- 映画『透明人間と蝿男』 - 日本の特撮映画。題名が類似しているが、公開は1957年であり、本作と直接の関係はない。
- 漫画『ティーンエイジ・ミュータント・ニンジャ・タートルズ』 - バクスター・ストックマン（英語版）がハエ男となってしまう。
- 漫画『鉄腕アトム』 - 第38話「透明巨人」にて、青年科学者の花房が物質伝送機で自らを伝送する実験のアクシデントにより、ウサギ、魚、ロボットと融合したモンスターと化してしまう。
- 漫画『猫でごめん！』- ヒロインと猫が融合する。科学者である父親と会話で、「ハエ男の恐怖」「ザ・フライでしょ」を繰り返し、父親が年齢を感じ落ちこむパロディがある。
- 漫画『ロバンナよ』 - 転送装置が題材となっているが、こちらは科学者の妻とロバの意識が入れ替わってしまっている。
- アニメ『怪物くん（カラー版）』 - 第44話「怪人ハエ男」にハエ男が登場するが、こちらは不潔な生活をしていた人間の成れの果てという設定である。
- アニメ『ザ☆ウルトラマン』 - 第43話「怪獣になったモンキ!?」にて、科学警備隊のマスコットキャラクターに当たる小猿のモンキがヘラー軍団の物質転送装置により、ドストニー1号と融合してモンキ・ドストニーとなってしまうが、ピグを助けるためにドストニー2号と戦った末にドストニー2号もろとも発信元のヘラー軍団基地へ戻され、モンキは分離される。
- 特撮テレビドラマ『仮面ライダー』 - 第42話「悪魔の使者 怪奇ハエ男」に、轢き逃げ事件を起こした冷酷非道なドラ息子の加納修を素体とした改造人間として、ハエ男が登場。劇場作品1作目『仮面ライダー対ショッカー』にも登場する。
- 特撮テレビドラマ『恐竜戦隊コセイドン』 - 第48話「コセイダー トカゲ人間の恐怖」にて、生体伝送装置開発中の宗方博士が実験用に入ってたトカゲと合体して頭がトカゲで身体が人間の「トカゲ人間」になってしまう。
- アニメ『おぼっちゃまくん』 - 第51話「ちゃまちゃま大変身? ふざけんじゃネーコ!」にて、主人公の御坊茶魔が御坊家の科学研究班が完成させた「細胞ミックスマシーン」で父親の亀光と融合しようと寝ている隙をついて亀光を細胞ミックスマシーンに入れて融合を試みようとしたら、カプセルを密閉し忘れていた為に寝ぼけた亀光に逃げられ、亀光が入っていたカプセルに入り込んだ蠅と偶然融合してしまって上半身が茶魔で下半身と全身のサイズが蝿という姿になってしまった。
- ゲーム『スプラッターハウス わんぱくグラフィティ』 - ステージ3「恐怖の町」のエリア3（研究所）のボスとして転送装置にもぐりこんだ男がハエと融合した「人面ハエ」が登場する。
- ゲーム『ポケットモンスター 赤・緑』 - ポケモン預かりシステムの開発者のマサキ青年がある実験でポケモン転送装置の操作を誤り、ポケモンと合体した姿になってしまい、それを主人公に助けられるイベントがある。
- アニメ『ケロロ軍曹』 - 主人公のケロロが同じような経緯を辿る（ただし蠅ではなく藪蚊）。なおこちらは部下であるケロロ小隊及び日向冬樹と日向夏美らの活躍により殺害は免れた。
- アニメ『おそ松さん』 - 第8話Aパート「合成だよん」にて、デカパンがダヨーンのいたずらによって自らが発明した2つの物を合成させる機械「バッタンちゃん一号」で蠅と合体させられる。彼を含め合成されたキャラ達は『女神転生』シリーズの悪魔合体のパロディで「今後ともよろしく」と言っている。
- ゲーム『ドラゴンクエストⅣ』「ハエおとこ」というモンスターが登場する。
- 日本映画『リング』で、変身後の主人公が布で顔を隠す姿はこの映画からの着想[要出典]。